# Italië op de Olympische Zomerspelen 2000
Italië nam deel aan de Olympische Zomerspelen 2000 in Sydney, Australië. De selectie bestond uit 361 atleten.

## Medailleoverzicht
| Sport        | Olympiër(s) | Onderdeel              | Medaille |
| ------------ | --- | ---------------------- | -------- |
| Judo         | Giuseppe Maddaloni | -73kg (m)              | Goud     |
| Kanovaren    | Beniamino Bonomi Antonio Rossi | K-2 1000m (m)          | Goud     |
| Kanovaren    | Josefa Idem-Guerrini | K-1 500m (v)           | Goud     |
| Roeien       | Agostino Abbagnale Rossano Galtarossa Simone Raineri Alessio Sartori | dubbel-vier (m)        | Goud     |
| Schermen     | Angelo Mazzoni Paolo Milanoli Maurizio Randazzo Alfredo Rota | degen team (m)         | Goud     |
| Schermen     | Valentina Vezzali | floret (v)             | Goud     |
| Schermen     | Diana Bianchedi Giovanna Trillini Valentina Vezzali | floret team (v)        | Goud     |
| Wielersport  | Antonella Bellutti | puntenkoers (v)        | Goud     |
| Wielersport  | Paola Pezzo | mountainbike (v)       | Goud     |
| Zeilen       | Alessandra Sensini | mistral (v)            | Goud     |
| Zwemmen      | Domenico Fioravanti | 100m schoolslag (m)    | Goud     |
| Zwemmen      | Domenico Fioravanti | 200m schoolslag (m)    | Goud     |
| Zwemmen      | Massimiliano Rosolino | 200m wisselslag (m)    | Goud     |
| Atletiek     | Nicola Vizzoni | kogelslingeren (m)     | Zilver   |
| Atletiek     | Fiona May | verspringen (v)        | Zilver   |
| Boogschieten | Matteo Bisiani Ilario Di Buò Michele Frangilli | team (m)               | Zilver   |
| Roeien       | Lorenzo Carboncini Valter Molea Carlo Mornati Riccardo Dei Rossi | vier-zonder (m)        | Zilver   |
| Roeien       | Elia Luini Leonardo Pettinari | lichte dubbel-twee (m) | Zilver   |
| Schietsport  | Deborah Gelisio | dubbeltrap (m)         | Zilver   |
| Zeilen       | Luca Devoti | finn (m)               | Zilver   |
| Zwemmen      | Massimiliano Rosolino | 400m vrije slag (m)    | Zilver   |
|              | |                        |          |
| Boksen       | Paolo Vidoz | +91kg (m)              | Brons    |
| Judo         | Girolamo Giovinazzo | -66kg (m)              | Brons    |
| Judo         | Emanuela Pierantozzi | -78kg (m)              | Brons    |
| Judo         | Ylenia Scapin | -70kg (v)              | Brons    |
| Kanovaren    | Pierpaolo Ferrazzi | K-1 slalom (m)         | Brons    |
| Roeien       | Giovanni Calabrese Nicola Sartori | dubbel-twee (m)        | Brons    |
| Schermen     | Daniele Crosta Gabriele Magni Salvatore Sanzo Matteo Zennaro | floret team (m)        | Brons    |
| Schermen     | Giovanna Trillini | floret (v)             | Brons    |
| Schietsport  | Giovanni Pellielo | trap (m)               | Brons    |
| Volleybal    | Marco Bracci Mirko Corsano Alessandro Fei Andrea Gardini Andrea Giani Pasquale Gravina Luigi Mastrangelo Marco Meoni Samuele Papi Simone Rosalba Andrea Sartoretti Paolo Tofoli | zaal (m)               | Brons    |
| Wielersport  | Silvio Martinello Marco Villa | ploegkoers (v)         | Brons    |
| Zwemmen      | Massimiliano Rosolino | 200m vrije slag (m)    | Brons    |
| Zwemmen      | Davide Rummolo | 200m schoolslag (m)    | Brons    |

## Deelnemers en resultaten
(m) = mannen, (v) = vrouwen, (g) = gemengd
Hieronder het overzicht van de deelnemers en hun resultaten.

### Atletiek
| Olympiër                                                                 | Onderdeel                | Resultaat | Prestatie |
| ------------------------------------------------------------------------ | ------------------------ | --------- | --- |
| Andrea Colombo                                                           | 100m (m)                 | 49e       | serie 6: 4de in 10,52 |
| Francesco Scuderi                                                        | 100m (m)                 | 48e       | serie 5: 6de in 10,50 |
| Stefano Tilli                                                            | 100m (m)                 | 18e       | serie 4: 4de in 10,40 (4e) kwartfinale 4: 6de in 10,27 |
| Alessandro Cavallaro                                                     | 200m (m)                 | 22e       | serie 8: 3de in 20,58 kwartfinale 3: 6de in 20,69 |
| Alessandro Attene                                                        | 400m (m)                 | 15e       | serie 5: 3de in 45,79 kwartfinale 3: 3de in 45,35 halve finale 2: 6de in 46,41 |
| Andrea Longo                                                             | 800m (m)                 | DSQ       | serie 1: 1ste in 1.46,32 halve finale 3: 2de in 1.44,49 finale: gediskwalificeerd |
| Rachid Berradi                                                           | 10000m (m)               | 17e       | serie 2: 12de in 28.01,18 finale: 17de in 28.45,96 |
| Daniele Caimmi                                                           | 10000m (m)               | 32e       | serie 1: 15de in 29.01,26 |
| Andrea Giaconi                                                           | 110m horden (m)          | 24e       | serie 6: 3de in 13,62 kwartfinale 2: 7de in 13,93 |
| Emiliano Pizzoli                                                         | 110m horden (m)          | 17e       | serie 4: 4de in 13,65 kwartfinale 1: 5de in 13,69 |
| Giorgio Frinolli Puzzilli                                                | 400m horden (m)          | 21e       | serie 8: 2de in 50,27 halve finale 2: 8ste in 50,10 |
| Fabrizio Mori                                                            | 400m horden (m)          | 7e        | serie 2: 1ste in 49,35 halve finale 1: 2de in 48,40 finale: 7de in 48,78 |
| Giuseppe Maffei                                                          | 3000m steeplechase (m)   | 33e       | serie 3: 12de in 8.48,88 |
| Alessandro Cavallaro Maurizio Checcucci Andrea Colombo Francesco Scuderi | 4x100m (m)               | 7e        | serie 2: 2de in 38,84 halve finale 1: 4de in 38,67 finale: 7de in 38,67 |
| Stefano Baldini                                                          | marathon (m)             | DNF       | niet gefinisht |
| Giacomo Leone                                                            | marathon (m)             | 5e        | 2:12.14 |
| Vincenzo Modica                                                          | marathon (m)             | DNF       | niet gefinisht |
| Giovanni De Benedictis                                                   | 20km snelwandelen (m)    | 16e       | 1:23.14 |
| Michele Didoni                                                           | 20km snelwandelen (m)    | 11e       | 1:21.43 |
| Alessandro Gandellini                                                    | 20km snelwandelen (m)    | 9e        | 1:21.14 |
| Ivano Brugnetti                                                          | 20km snelwandelen (m)    | DNF       | niet gefinisht |
| Arturo Di Mezza                                                          | 20km snelwandelen (m)    | DNF       | niet gefinisht |
| Giovanni Perricelli                                                      | 20km snelwandelen (m)    | DNF       | niet gefinisht |
| Paolo Camossi                                                            | hink-stap-springen (m)   | 8e        | kwalificatie groep A: 5de met 16,87m finale: 8ste met 16,96m |
| Fabrizio Donato                                                          | hink-stap-springen (m)   | 25e       | kwalificatie groep B: 14de met 16,34m |
| Giuseppe Gibilisco                                                       | polsstokhoogspringen (m) | 10e       | kwalificatie groep B: 4de met 5,70m finale: 10de met 5,50m |
| Paolo Dal Soglio                                                         | kogelstoten (m)          | 19e       | kwalificatie groep B: 10de met 19,39m |
| Diego Fortuna                                                            | discuswerpen (m)         | 14e       | kwalificatie groep B: 6de met 62,24m |
| Loris Paoluzzi                                                           | kogelslingeren (m)       | 6e        | kwalificatie groep B: 3de met 76,91m finale: 6de met 78,18m |
| Nicola Vizzoni                                                           | kogelslingeren (m)       | Zilver    | kwalificatie groep A: 4de met 77,56m finale: 2de met 79,64m |
|                                                                          |                          |           | |
| Manuela Levorato                                                         | 200m (v)                 | DNS       | serie 3: niet gestart |
| Roberta Brunet                                                           | 5000m (v)                | 20e       | serie 2: 6de in 15.27,32 |
| Silvia Sommaggio                                                         | 10000m (v)               | 26e       | serie 2: 13de in 33.24,13 |
| Monika Niederstätter                                                     | 400m horden (v)          | 25e       | serie 3: 5de in 58,02 |
| Virna De Angeli Francesca Carbone Daniela Graglia Fabiola Piroddi        | 4x400m (v)               | 11e       | serie 2: 4de in 3.27,23 |
| Ornella Ferrara                                                          | marathon (v)             | 18e       | 2:31.32 |
| Maura Viceconte                                                          | marathon (v)             | 12e       | 2:29.26 |
| Erica Alfridi                                                            | 20km snelwandelen (v)    | 4e        | 1:31.25 |
| Elisabetta Perrone                                                       | 20km snelwandelen (v)    | DSQ       | gediskwalificeerd |
| Annarita Sidoti                                                          | 20km snelwandelen (v)    | DNF       | niet gefinisht |
| Fiona May                                                                | verspringen (v)          | Zilver    | kwalificatie groep A: 1ste met 6,81m finale: 2de met 6,92m |
| Mara Rosolen                                                             | kogelstoten (v)          | 19e       | kwalificatie groep B: 9de met 16,66m |
| Claudia Coslovich                                                        | speerwerpen (v)          | 12e       | kwalificatie groep B: 5de met 60,12m finale: 12de met 56,74m |
| Ester Balassini                                                          | kogelslingeren (v)       | DNF       | kwalificatie groep A: geen geldige poging |
| Gertrud Bacher                                                           | zevenkamp (v)            | 14e       | 5989 punten 1004 punten, 100 m horden (13,82) 0916 punten, hoogspringen (1,75 m) 0711 punten, kogelstoten (12,75 m) 0890 punten, 200 m (24,96) 0801 punten, verspringen (5,84) 0689 punten, speerwerpen (41,14 m) 0978 punten, 800 m (2.09,08) |

### Basketbal
| Olympiër | Onderdeel | Resultaat | Prestatie |
| --- | --------- | --------- | --- |
| Alessandro Abbio Gianluca Basile Roberto Chiacig Marcelo Damiao Gregor Fucka Jack Galanda Denis Marconato Andrea Meneghin Michele Mian Carlton Myers German Scarone Agostino Li Vecchi | mannen    | 5e        | groep A: 2de W van Litouwen: 50-48 V van Verenigde Staten: 61-93 W van Nieuw-Zeeland: 78-66 W van Frankrijk: 67-57 V van China: 76-85 kwartfinale: V Australië: 62-65 5-6de plek : W van Joegoslavië: 69-59 |

| Groep A |                  |             |             |             |        |        |        |        |
| #       | Land             | Wedstrijden | Wedstrijden | Wedstrijden | Punten | Punten | Punten | Punten |
| #       | Land             | G           | W           | V           | V      | T      | Saldo  | Punten |
| 1       | Verenigde Staten | 5           | 5           | 0           | 505    | 359    | +146   | 10     |
| 2       | Italië           | 5           | 3           | 2           | 332    | 349    | -17    | 8      |
| 3       | Litouwen         | 5           | 3           | 2           | 372    | 339    | +33    | 8      |
| 4       | Frankrijk        | 5           | 2           | 3           | 372    | 374    | -2     | 7      |
| 5       | China            | 5           | 2           | 3           | 368    | 419    | -51    | 7      |
| 6       | Nieuw-Zeeland    | 5           | 0           | 5           | 307    | 416    | -109   | 5      |

| Ronde        | Datum  | Plaats           | Land  | Score         | Land |
| ------------ | ------ | ---------------- | ----- | ------------- | ---- |
| Groepsfase   |        |                  |       |               |      |
| 17 september | Sydney | Italië           | 50-48 | Litouwen      |      |
| 19 september | Sydney | Verenigde Staten | 93-61 | Italië        |      |
| 21 september | Sydney | Italië           | 78-66 | Nieuw-Zeeland |      |
| 23 september | Sydney | Frankrijk        | 57-67 | Italië        |      |
| 25 september | Sydney | Italië           | 76-85 | China         |      |
| Kwartfinale  |        |                  |       |               |      |
| 28 september | Sydney | Italië           | 62-65 | Australië     |      |
| 5-6de plek   |        |                  |       |               |      |
| 30 september | Sydney | Italië           | 69-59 | Joegoslavië   |      |

### Boksen
| Olympiër           | Onderdeel   | Resultaat | Prestatie |
| ------------------ | ----------- | --------- | --- |
| Sven Paris         | -63,5kg (m) | 7e        | 1st ronde: W van THA Hrientounthong: 14-3 2de ronde: W van GER Huste: 17-11 kwartfinale: V van ALG Allalou: 8-22 |
| Leonard Bundu      | -67kg (m)   | 9e        | 1ste ronde: W van AUS Geale: 4-2 2de ronde: V van KAZ Moenajtbasov: 4-13                                         |
| Ciro Di Corcia     | -71kg (m)   | 17e       | 1ste ronde: V van ROU Simion: 8-19                                                                               |
| Ottavio Barone     | -75kg (m)   | 17e       | 1ste ronde: V van GRE Giannoulas: 10-17                                                                          |
| Giacobbe Fragomeni | -81kg (m)   | 17e       | 1ste ronde: V van CUB Álvarez: 0-15                                                                              |
| Paolo Vidoz        | +91kg (m)   | Brons     | 1ste ronde: W van USA Brock: 21-5 kwartfinale: W van NGR Peter: 14-3 halve finale: V van GBR Harrison: 16-32     |

### Boogschieten
| Olympiër                                          | Onderdeel       | Resultaat | Prestatie |
| ------------------------------------------------- | --------------- | --------- | --- |
| Matteo Bisiani                                    | individueel (m) | 21e       | plaatsingsronde: 18de met 634 punten 1ste ronde: W van NOR Grov: 166-158 2de ronde: V van JPN Makiyama: 159-162                                                                                 |
| Ilario Di Buò                                     | individueel (m) | 20e       | plaatsingsronde: 30ste met 627 punten 1ste ronde: W van JPN Hamano: 163-158 2de ronde: V van KOR Kim: 159-162                                                                                   |
| Michele Frangilli                                 | individueel (m) | 9e        | plaatsingsronde: 19de met 634 punten 1ste ronde: W van NOR Humlekjær: 168-158 2de ronde: W van AUS Hunter-Russell: 164-154 3de ronde: V van KOR Kim: 166-169                                    |
| Matteo Bisiani Ilario Di Buò Michele Frangilli    | team (m)        | Zilver    | plaatsingsronde: 6de met 634 punten 1ste ronde: W van Frankrijk: 250-239 kwartfinale: W van Kazachstan: 249-244 halve finale: W van Verenigde Staten: 244-241 finale: V van Zuid-Korea: 247-255 |
|                                                   |                 |           | |
| Irene Franchini                                   | individueel (v) | 58e       | plaatsingsronde: 55ste met 611 punten (55e) 1ste ronde: V van UKR Serdioek: 144-157 |
| Cristina Ioriatti                                 | individueel (v) | 15e       | plaatsingsronde: 47ste met 618 punten 1ste ronde: W van RSA Börresen: 154-145 2de ronde: W van INA Damanhuri: 156-156 (7-6) 3de ronde: V van ITA Valeeva: 156-163                               |
| Natalia Valeeva                                   | individueel (v) | 7e        | plaatsingsronde: 2de met 667 punten 1ste ronde: W van CAF Youanaga: 166-126 2de ronde: W van SWE Larsson: 162-160 3de ronde: W van ITA Ioriatti: 163-156 kwartfinale: V van PRK Choe: 103-107   |
| Irene Franchini Cristina Ioriatti Natalia Valeeva | team (v)        | 7e        | plaatsingsronde: 7de met 611 punten 1ste ronde: W van Australië: 237-236 kwartfinale: V van Oekraïne: 230-237                                                                                   |

### Gewichtheffen
| Olympiër         | Onderdeel  | Resultaat | Prestatie                                                        |
| ---------------- | ---------- | --------- | ---------------------------------------------------------------- |
| Giuseppe Ficco   | -69kg (m)  | 13e       | trekken: 15de met 132,5kg stoten: 11de met 170kg totaal: 302,5kg |
| Sergio Mannironi | -85kg (m)  | 17e       | trekken: 17de met 150kg stoten: 17de met 180kg totaal: 330kg     |
| Moreno Boer      | -105kg (m) | 12e       | trekken: 16de met 165kg stoten: 12de met 200kg totaal: 365kg     |
|                  |            |           |                                                                  |
| Eva Giganti      | -48kg (v)  | 7e        | trekken: 5de met 77,5kg stoten: 7de met 92,5kg totaal: 170kg     |

### Gymnastiek
| Olympiër                                                                                        | Onderdeel                | Resultaat | Prestatie |
| Ritmisch                                                                                        | Ritmisch                 | Ritmisch  | Ritmisch |
| ----------------------------------------------------------------------------------------------- | ------------------------ | --------- | --- |
| Susanna Marchesi                                                                                | individueel (v)          | 10e       | kwalificatie: 7de met 38,924 punten finale: 10de met 38,850 punten |
| Elena Amato Eva D'Amore Silvia Gregorini Noemi Iezzi Roberta Lucentini Arianna Rusca            | team (v)                 | 6e        | kwalificatie: 8ste met 38,183 punten finale: 6de met 38,483 punten |
| Turnen                                                                                          |                          |           | |
| Alberto Busnari                                                                                 | meerkamp individueel (m) | 35e       | 54.686 punten in kwalificatie (40e) 08.362 op ringen (72e) 08.637 op sprong (78e) 09.175 op brug (55e) 09.700 op rekstok (13e) 09.162 op vloer (42e) 09.650 op paard voltige (26e) 53.811 punten in finale 08.400 op ringen (36e) 08.362 op sprong (36e) 09.537 op brug (22e) 09.662 op rekstok (17e) 08.300 op vloer (33e) 09.550 op paard voltige (24e) |
| Igor Cassina                                                                                    | meerkamp individueel (m) | 36e       | 54.111 punten in kwalificatie (45e) 08.537 op ringen (71e) 09.300 op sprong (49e) 08.737 op brug (74e) 09.650 op rekstok (25e) 08.387 op vloer (67e) 09.500 op paard voltige (42e) 53.373 punten in finale 08.412 op ringen (35e) 09.175 op sprong (28e) 08.812 op brug (34e) 09.687 op rekstok (16e) 07.937 op vloer (36e) 09.350 op paard voltige (27e) |
|                                                                                                 |                          |           | |
| Monica Bergamelli Martina Bremini Alice Capitani Irene Castelli Adriana Crisci Laura Trefiletti | meerkamp team (v)        | 11e       | 148.638 punten in kwalificatie 036.849 op vloer (10e) 036.853 op sprong (7e) 037.574 op brug ongelijk (10e) 037.362 op balk (9e) |
| Monica Bergamelli                                                                               | meerkamp individueel (v) | 18e       | 37.461 punten in kwalificatie (24e) 09.300 op vloer (36e) 09.449 op sprong (17e) 09.387 op brug ongelijk (51e) 09.325 op balk (43e) 37.449 punten in finale 09.500 op vloer (15e) 09.449 op sprong (12e) 09.525 op brug ongelijk (21e) 08.975 op balk (27e)                                                                                               |
| Martina Bremini                                                                                 | meerkamp individueel (v) | 17e       | 37.005 punten in kwalificatie (35e) 09.137 op vloer (50e) 09.043 op sprong (63e) 09.550 op brug ongelijk (35e) 09.275 op balk (48e) 37.487 punten in finale 09.187 op vloer (23e) 09.325 op sprong (19e) 09.600 op brug ongelijk (16e) 09.375 op balk (13e)                                                                                               |
| Irene Castelli                                                                                  | meerkamp individueel (v) | 56e       | 35.361 punten in kwalificatie 08.437 op vloer (78e) 09.037 op sprong (64e) 09.075 op brug ongelijk (66e) 08.812 op balk (69e) |
| Adriana Crisci                                                                                  | meerkamp individueel (v) | 25e       | 37.186 punten in kwalificatie (30e) 09.312 op vloer (35e) 08.937 op sprong (71e) 09.500 op brug ongelijk (41e) 09.437 op balk (32e) 36.886 punten in finale 09.675 op vloer (6e) 09.187 op sprong (25e) 09.062 op brug ongelijk (30e) 08.962 op balk (28e)                                                                                                |
| Alice Capitani                                                                                  | sprong (v)               | 31e       | kwalificatie: 9.324 punten |
| Alice Capitani                                                                                  | balk (v)                 | 43e       | kwalificatie: 9.325 punten |
| Alice Capitani                                                                                  | vloer (v)                | 51e       | kwalificatie: 9.100 punten |
| Laura Trefiletti                                                                                | brug (v)                 | 64e       | kwalificatie: 9.137 punten |

### Honkbal
| Olympiër | Onderdeel | Resultaat | Prestatie |
| --- | --------- | --------- | --- |
| Matteo Baldacci Fabio Betto Roberto Cabalisti Luigi Carrozza Francesco Casolari Marc Cerbone Alberto D'Auria Davide Dallospedale Roberto De Franceschi Daniele Di Pace Andrea Evangelisti Daniele Frignani Emiliano Ginanneschi Seth La Fera Stefano Landuzzi Christopher Madonna Claudio Liverziani Christian Mura Daniel Newman Battista Perri Diego Ricci David Sheldon Jason Simontacchi Michele Toriaco | mannen    | 6e        | groepsfase: 6de V van Zuid-Korea: 2-10 V van Cuba: 5-13 W van Zuid-Afrika: 13-0 V van Japan: 1-6 V van Verenigde Staten: 2-4 W van Australië: 8-7 V van Nederland: 2-3 |

| Groepsfase |                  |             |             |             |
| #          | Land             | Wedstrijden | Wedstrijden | Wedstrijden |
| #          | Land             | G           | W           | V           |
| 1          | Cuba             | 7           | 6           | 1           |
| 2          | Verenigde Staten | 7           | 6           | 1           |
| 3          | Zuid-Korea       | 7           | 4           | 3           |
| 4          | Japan            | 7           | 4           | 3           |
| 5          | Nederland        | 7           | 3           | 4           |
| 6          | Italië           | 7           | 2           | 5           |
| 7          | Australië        | 7           | 2           | 5           |
| 8          | Zuid-Afrika      | 7           | 1           | 6           |

| Ronde        | Datum  | Plaats           | Land | Score      | Land |
| ------------ | ------ | ---------------- | ---- | ---------- | ---- |
| Groepsfase   |        |                  |      |            |      |
| 17 september | Sydney | Italië           | 2-10 | Zuid-Korea |      |
| 18 september | Sydney | Cuba             | 13-5 | Italië     |      |
| 19 september | Sydney | Zuid-Afrika      | 0-13 | Italië     |      |
| 20 september | Sydney | Italië           | 1-6  | Japan      |      |
| 22 september | Sydney | Verenigde Staten | 4-2  | Italië     |      |
| 23 september | Sydney | Australië        | 7-8  | Italië     |      |
| 24 september | Sydney | Italië           | 2-3  | Nederland  |      |

### Judo
| Olympiër             | Onderdeel  | Resultaat | Prestatie |
| -------------------- | ---------- | --------- | --- |
| Girolamo Giovinazzo  | -66kg (m)  | Brons     | 1ste ronde: vrij 2de ronde: W van PUR Méndez: ippon 3de ronde: W' van BRA Guimarães: ippon kwartfinale: W van GEO Vazagkasvilu: ippon halve finale: V van FRA Boudaoud: ippon bronzen finale: W van JPN Nakamura: yuko                                 |
| Giuseppe Maddaloni   | -73kg (m)  | Goud      | 1ste ronde: vrij 2de ronde: W van SAM Waterhouse: waza-ari 3de ronde: W van TUN Moussa: ippon kwartfinale: W van LAT Zelonijs: yuko halve finale: W van BLR Larjoekov: ippon finale: W van BRA Camilo: ippon                                           |
| Francesco Lepre      | -81kg (m)  | 13e       | 1ste ronde: vrij 2de ronde: V van POR Delgado: shido herkansingen: V van AUS: Kelly: yuko |
| Michele Monti        | -90kg (m)  | 21e       | 1ste ronde: V van ARG Costa: ippon |
| Luigi Guido          | -100kg (m) | 5e        | 1ste ronde: W van UZB Bagdasarov: waza-ari 2de ronde: W van TUN Khalki: ippon kwartfinale: W van BRA Sabino Junior: ippon halve finale: V van JPN Inoue: waza-ari bronzen finale: V van RUS Styopkin: ippon                                            |
|                      |            |           | |
| Cinzia Cavazzuti     | -57kg (v)  | 5e        | 1ste ronde: W van CZE Michaela Vernerová: shido 2de ronde: W van POR Cavalleri: yuko kwartfinale: V van CHN Shen: jury-beslissing herkansingen: W van BRA Ferreira: waza-ari herkansingen: W van FRA Harel: yuko bronzen finale: V van AUS Pekli: koka |
| Jenny Gal            | -63kg (v)  | 5e        | 1ste ronde: vrij 2de ronde: W' van RUS Sarajeva: yuko kwartfinale: W van BRA Ishii: yuko halve finale: V van CHN Li: jury-beslissing bronzen finale: V van KOR Jeong: jury-beslissing                                                                  |
| Ylenia Scapin        | -70kg (v)  | Brons     | 1ste ronde: W van VEN Griffith 2de ronde: V van KOR Cho herkansingen: W van RUS Kuzina herkansingen 2: W van GER Wansart bronzen finale: W van ESP Martin                                                                                              |
| Emanuela Pierantozzi | -78kg (v)  | Brons     | 1ste ronde: vrij 2de ronde: W van JPN Anno kwartfinale: V van BEL Rakels herkansingen: W van NED Kienhuis herkansingen 2: W van BRA Silva bronzen finale: W van CUB Luna                                                                               |

### Kanovaren
| Olympiër                       | Onderdeel     | Resultaat | Prestatie                                                                         |
| Slalom                         | Slalom        | Slalom    | Slalom                                                                            |
| ------------------------------ | ------------- | --------- | --------------------------------------------------------------------------------- |
| Pierpaolo Ferrazzi             | K-1 (m)       | Brons     | kwalificatie: 11de in 261,19 finale: 3de in 225,03                                |
| Enrico Lazzarotto              | K-1 (m)       | 14e       | kwalificatie: 13de in 262,22 finale: 14de in 235,92                               |
|                                |               |           |                                                                                   |
| Cristina Giai Pron             | K-1 (v)       | 16e       | kwalificatie: 16de in 321,89                                                      |
| Vlakwater                      |               |           |                                                                                   |
| Antonio Scaduto                | K-1 500m (m)  | 20e       | serie 1: 5de in 1.43,289 halve finale 1: 6de in 1.43,432                          |
| Jacopo Majochi                 | K-1 1000m (m) | 8e        | serie 1: 4de in 3.39,176 halve finale 3: 3de in 3.39,157 finale: 8ste in 3.38,105 |
| Beniamino Bonomi Antonio Rossi | K-2 500m (m)  | 7e        | serie 3: 3de in 1.32,902 halve finale 2: 1ste in 1.29,886 finale: 7de in 1.52,635 |
| Beniamino Bonomi Antonio Rossi | K-2 1000m (m) | Goud      | serie 1: 1ste in 3.14,316 finale: 1ste in 3.14,461                                |
|                                |               |           |                                                                                   |
| Josefa Idem Guerrini           | K-1 500m (v)  | Goud      | serie 2: 1ste in 1.49,889 finale: 1ste in 2.13,848                                |

### Moderne vijfkamp
| Olympiër        | Onderdeel | Resultaat | Prestatie   |
| --------------- | --------- | --------- | ----------- |
| Stefano Pecci   | mannen    | 13e       | 5121 punten |
|                 |           |           |             |
| Claudia Cerutti | vrouwen   | 9e        | 5026 punten |
| Fabiana Fares   | vrouwen   | 24e       | 2863 punten |

### Paardensport
| Olympiër       | Onderdeel   | Resultaat | Prestatie                                                                |
| Dressuur       | Dressuur    | Dressuur  | Dressuur                                                                 |
| -------------- | ----------- | --------- | ------------------------------------------------------------------------ |
| Pia Laus       | individueel | 14e       | Grand Prix: 16de met 67,68% Grand Prix Special: 17de met 136,09          |
| Eventing       |             |           |                                                                          |
| Fabio Magni    | individueel | 5e        | 49 strafpunten                                                           |
| Andrea Verdina | individueel | 15e       | 87,8 strafpunten                                                         |
| Springconcours |             |           |                                                                          |
| Jerry Smit     | individueel | 54e       | kwalificatie: 54ste met 48 strafpunten                                   |
| Gianni Tovoni  | individueel | 18e       | kwalificatie: 8ste met 13 strafpunten finale: 18de met 17,50 strafpunten |

### Roeien
| Olympiër | Onderdeel              | Resultaat | Prestatie |
| --- | ---------------------- | --------- | --- |
| Mattia Righetti | skiff (m)              | 15e       | serie 1: 4de in 7.24,80 herkansingen: 3de in 7.21,20 halve finale C/D: 2de in 7.20,78 finale C: 3de in 7.08,16 |
| Elia Luini Leonardo Pettinari | lichte dubbel-twee (m) | Zilver    | serie 4: 1ste in 6.24,73 halve finale 2: 2de in 6.21,59 finale: 2de in 6.23,47                                 |
| Giovanni Calabrese Nicola Sartori | dubbel-twee (m)        | Brons     | serie 2: 2de in 6.33,11 herkansingen: 1ste in 6.25,98 halve finale 2: 2de in 6.24,99 finale: 3de in 6.20,49    |
| Pasquale Panzarino Luigi Sorrentino | twee-zonder (m)        | 12e       | serie 1: 2de in 6.48,26 halve finale 2: 6de in 6.53,57 finale B: 6de in 6.40,35                                |
| Agostino Abbagnale Rossano Galtarossa Simone Raineri Alessio Sartori                                                                         | dubbel-vier (m)        | Goud      | serie 3: 1ste in 5.45,67 halve finale 2: 1ste in 5.44,08 finale: 1ste in 5.45,56                               |
| Catello Amarante Salvatore Amitrano Carlo Gaddi Franco Sancassani                                                                            | lichte vier-zonder (m) | 4e        | serie 3: 1ste in 6.14,89 halve finale 2: 1ste in 6.00,82 finale: 4de in 6.03,77                                |
| Lorenzo Carboncini Valter Molea Carlo Mornati Riccardo Dei Rossi                                                                             | vier-zonder (m)        | Zilver    | serie 2: 1ste in 6.04,59 halve finale 2: 2de in 6.02,31 finale: 2de in 5.56,62                                 |
| Franco Berra Gioacchino Cascone Alessandro Corona Luca Ghezzi Gaetano Iannuzzi Raffaello Leonardo Mario Palmisano Marco Penna Valerio Pinton | acht (m)               | 4e        | serie 1: 5de in 5.39,69 herkansingen: 2de in 5.41,23 finale: 4de in 5.35,37                                    |

### Schermen
| Olympiër                                                         | Onderdeel       | Resultaat | Prestatie |
| ---------------------------------------------------------------- | --------------- | --------- | --- |
| Angelo Mazzoni                                                   | degen (m)       | 17e       | 1ste ronde: vrij 2de ronde: V van ITA Milanoli: 13-15 |
| Paolo Milanoli                                                   | degen (m)       | 9e        | 1ste ronde: vrij 2de ronde: W van ITA Mazzoni: 15-13 3de ronde: V van SWE Vánky: 6-15 |
| Alfredo Rota                                                     | degen (m)       | 9e        | 1ste ronde: vrij 2de ronde: W van AUT Switak: 15-11 3de ronde: V van CUB Trevejoy: 12-15 |
| Angelo Mazzoni Paolo Milanoli Maurizio Randazzo Alfredo Rota     | degen team (m)  | Goud      | 1ste ronde: W van Australië: 45-34 halve finale: W van Zuid-Korea: 44-43 finale: W van Frankrijk: 39-38 |
| Daniele Crosta                                                   | degen (m)       | 17e       | 1ste ronde: vrij 2de ronde: V van ITA Zennaro: 11-15 |
| Salvatore Sanzo                                                  | degen (m)       | 5e        | 1ste ronde: vrij 2de ronde: W van CHN Wang: 15-10 3de ronde: W van VEN Rodríguez: 15-7 kwartfinale: V van RUS Shevchenko: 14-15                                                                              |
| Matteo Zennaro                                                   | degen (m)       | 9e        | 1ste ronde: vrij 2de ronde: W van ITA Crosta: 15-11 3de ronde: V van UKR Golubitsky: 12-15 |
| Daniele Crosta Gabriele Magni Salvatore Sanzo Matteo Zennaro     | floret team (m) | Brons     | 1ste ronde: W van Oekraïne: 41-40 halve finale: V van China: 32-45 bronzen finale: W van Polen: 45-38 |
| Raffaelo Caserta                                                 | sabel (m)       | 17e       | 1ste ronde: vrij 2de ronde: V van BLR Lapkes: 9-15 |
| Luigi Tarantino                                                  | sabel (m)       | 17e       | 1ste ronde: vrij 2de ronde: V van ROU Găureanu: 10-15 |
| Tonhi Terenzi                                                    | sabel (m)       | 9e        | 1ste ronde: vrij 2de ronde: W van UKR Kaliuzhniy: 15-10 3de ronde: W van HUN Köves: 15-14 kwartfinale: V van HUN Ferjancsik: 13-15                                                                           |
| Raffaelo Caserta Gianpiero Pastore Luigi Tarantino Tonhi Terenzi | sabel team (m)  | 8e        | 1ste ronde: V van Duitsland: 42-45 5-8ste plek: V van Oekraïne: 29-45 7-8ste plek: V van Polen: 39-45 |
|                                                                  |                 |           | |
| Cristiana Cascioli                                               | degen (v)       | 17e       | 1ste ronde: vrij 2de ronde: V van SUI Lamon: 12-15 |
| Margherita Zalaffi                                               | degen (v)       | 5e        | 1ste ronde: vrij 2de ronde: W van CHN Liang: 15-11 3de ronde: W van RUS Mazina: 15-13 kwartfinale: V van FRA Flessel-Colovic: 11-15                                                                          |
| Diana Bianchedi                                                  | degen (m)       | 17e       | 1ste ronde: vrij 2de ronde: W van CHN Yuan: 15-7 3de ronde: W van ISR Ohayon: 15-12 kwartfinale: V van ROU Badea-Cârlescu: 4-15                                                                              |
| Giovanna Trillini                                                | degen (m)       | Brons     | 1ste ronde: vrij 2de ronde: W van GBR Smith: 15-2 3de ronde: W van USA Zimmermann: 15-4 kwartfinale: W van CHN Xiao: 9-8 halve finale: V van GER König: 10-15 bronzen finale: W van ROU Badea-Cârlescu: 15-9 |
| Valentina Vezzali                                                | degen (m)       | Goud      | 1ste ronde: vrij 2de ronde: W van KOR Seo: 15-3 3de ronde: W van POL Gruchała: 15-8 kwartfinale: W van ROU Lazăr-Szabo: 9-8 halve finale: W van ROU Badea-Cârlescu: 15-8 finale: W van GER König: 15-5       |
| Diana Bianchedi Giovanna Trillini Valentina Vezzali              | floret team (v) | Goud      | 1ste ronde: W van Oekraïne: 45-39 halve finale: W van Verenigde Staten: 45-38 finale: W van Polen: 45-36 |

### Schietsport
| Olympiër          | Onderdeel              | Resultaat | Prestatie                                                              |
| ----------------- | ---------------------- | --------- | ---------------------------------------------------------------------- |
| Marco De Nicolo   | 10m luchtgeweer (m)    | 27e       | kwalificatie: 27ste met 587 punten                                     |
| Marco De Nicolo   | 50m geweer liggend (m) | 10e       | kwalificatie: 10de met 595 punten                                      |
| Roberto Di Donna  | 50m pistool (m)        | 7e        | kwalificatie: 8ste met 560 punten finale: 7de met 657,3 punten         |
| Vigilio Fait      | 50m pistool (m)        | 20e       | kwalificatie: 20ste met 553 punten                                     |
| Roberto Di Donna  | 10m luchtpistool (m)   | 6e        | kwalificatie: 6de met 581 punten finale: 6de met 680,5 punten          |
| Vigilio Fait      | 10m luchtpistool (m)   | 27e       | kwalificatie: 27ste met 571 punten                                     |
| Paolo Ranno       | 10m luchtpistool (m)   | 20e       | kwalificatie: 20ste met 575 punten                                     |
| Andrea Benelli    | skeet (m)              | 5e        | kwalificatie: 5de met 122 punten (72-50) finale: 5de met 146 punten    |
| Ennio Falco       | skeet (m)              | 14e       | kwalificatie: 14de met 121 punten (72-49)                              |
| Pietro Genga      | skeet (m)              | 39e       | kwalificatie: 39ste met 116 punten (70-46)                             |
| Giovanni Pellielo | trap (m)               | Brons     | kwalificatie: 4de met 116 punten (70-46) finale: 3de met 140 punten    |
| Marco Venturini   | trap (m)               | 5e        | kwalificatie: 6de met 115 punten (68-47) finale: 5de met 138 punten    |
| Rodolfo Vigano    | trap (m)               | 18e       | kwalificatie: 18de met 111 punten (68-43)                              |
| Daniele Di Spigno | dubbeltrap (m)         | 17e       | kwalificatie: 17de met 129 punten (41-47-41)                           |
| Marco Innocenti   | dubbeltrap (m)         | 8e        | kwalificatie: 8ste met 135 punten (46-43-46)                           |
|                   |                        |           |                                                                        |
| Cristina Vitali   | skeet (v)              | 11e       | kwalificatie: 11de met 68 punten                                       |
| Giulia Iannotti   | trap (v)               | 17e       | kwalificatie: 17de met 52 punten                                       |
| Deborah Gelisio   | dubbeltrap (v)         | Zilver    | kwalificatie: 2de met 107 punten (37-38-32) finale: 2de met 144 punten |

### Schoonspringen
| Olympiër                      | Onderdeel              | Resultaat | Prestatie                                                              |
| ----------------------------- | ---------------------- | --------- | ---------------------------------------------------------------------- |
| Nicola Marconi                | 3m plank (m)           | 26e       | voorronde: 26ste met 351,12 punten                                     |
| Donald Miranda                | 3m plank (m)           | 16e       | voorronde: 18de met 377,01 punten halve finale: 16de met 584,04 punten |
| Massimiliano Mazzucchi        | 10m toren (m)          | 18e       | voorronde: 18de met 386,91 punten halve finale: 18de met 559,71 punten |
| Nicola Marconi Donald Miranda | 3m plank synchroon (m) | 8e        | 286,38 punten                                                          |
|                               |                        |           |                                                                        |
| Tania Cagnotto                | 3m plank (v)           | 18e       | voorronde: 18de met 259,74 punten halve finale: 18de met 466,29 punten |
| Maria Marconi                 | 3m plank (v)           | 30e       | voorronde: 30ste met 229,11 punten                                     |

### Softbal
| Olympiër | Onderdeel | Resultaat | Prestatie |
| --- | --------- | --------- | --- |
| Jue-Fen Sun Claudia Petracchi Verusca Paternoster Giovanna Palermi Jie Hua Alessandra Gorla Marta Gambella Francesca Francolini Nicole Di Salvio Sabrina Comberlato Marina Cergol Daniela Castellani Susan Bugliarello Loredana Auletta Clelia Ailara | vrouwen   | 5e        | groepsfase: 5de V van China: 0-5 V van Australië: 0-7 'W van Cuba: 1-0 V van Canada: 1-7 W van Nieuw-Zeeland: 1-0 V van Japan: 0-2 V van Verenigde Staten: 0-6 |

| Groepsfase |                  |             |             |             |        |        |        |        |
| #          | Land             | Wedstrijden | Wedstrijden | Wedstrijden | Punten | Punten | Punten | Punten |
| #          | Land             | G           | W           | V           | RV     | RT     | Saldo  | Ptn    |
| 1          | Japan            | 7           | 7           | 0           | 18     | 7      | +9     | 1000   |
| 2          | Australië        | 7           | 6           | 1           | 22     | 5      | +17    | .857   |
| 3          | China            | 7           | 5           | 2           | 26     | 4      | +22    | .714   |
| 4          | Verenigde Staten | 7           | 4           | 3           | 19     | 6      | +3     | .571   |
| 5          | Italië           | 7           | 2           | 5           | 3      | 27     | −24    | .286   |
| 6          | Nieuw-Zeeland    | 7           | 2           | 5           | 12     | 22     | −10    | .286   |
| 7          | Cuba             | 7           | 1           | 6           | 6      | 30     | −24    | .143   |
| 8          | Canada           | 7           | 1           | 6           | 13     | 18     | −5     | .143   |

| Ronde        | Datum  | Plaats           | Land | Score  | Land |
| ------------ | ------ | ---------------- | ---- | ------ | ---- |
| Groepsfase   |        |                  |      |        |      |
| 17 september | Sydney | Italië           | 0-5  | China  |      |
| 18 september | Sydney | Australië        | 7-0  | Italië |      |
| 19 september | Sydney | Italië           | 1-0  | Cuba   |      |
| 20 september | Sydney | Canada           | 7-1  | Italië |      |
| 21 september | Sydney | Nieuw-Zeeland    | 0-1  | Italië |      |
| 22 september | Sydney | Japan            | 2-0  | Italië |      |
| 23 september | Sydney | Verenigde Staten | 6-0  | Italië |      |

### Synchroonzwemmen
| Olympiër | Onderdeel | Resultaat | Prestatie                                                         |
| --- | --------- | --------- | ----------------------------------------------------------------- |
| Maurizia Cecconi Alessia Lucchini                                                                                        | duet      | 6e        | kwalificatie: 6de met 94,953 punten finale: 6de met 95,387 punten |
| Giada Ballan Serena Bianchi Mara Brunetti Chiara Cassin Maurizia Cecconi Alice Dominici Alessia Lucchini Clara Porchetto | team      | 6e        | 95,177 punten                                                     |

### Taekwondo
| Olympiër        | Onderdeel | Resultaat | Prestatie                                                                                              |
| --------------- | --------- | --------- | --- |
| Claudio Nolano  | -68kg (m) | 7e        | 1ste ronde: V van USA López: 0-7 herkansingen: V van AUS Massimino: 7-9                                |
| Mario de Meo    | -80kg (m) | 11e       | 1ste ronde: W van LES Mokhosi: 3-3 kwartfinale: V van CIV Konan: 3-4                                   |
|                 |           |           | |
| Cristiana Corsi | -57kg (v) | 5e        | 1ste ronde: W van BRA Silva: 5-2 kwartfinale: V van KOR Jung: 1-8 herkansingen: V van NED Lourens: 5-6 |

### Tennis
| Olympiër                          | Onderdeel      | Resultaat | Prestatie |
| --------------------------------- | -------------- | --------- | --- |
| Gianluca Pozzi                    | enkelspel (m)  | 17e       | 1ste ronde: W van CZE Novák: 6-1, 6-2 2de ronde: V van MAR Alami: 2-6, 6-4, 6-8                                                |
| Massimo Bertolini Cristian Brandi | dubbelspel (m) | 9e        | 1ste ronde: W van HUN Sávolt/Köves: 3-6, 6-2, 6-2 2de ronde: V van SVK Kučera/Hrbatý: 4-6, 7-6(5), 3-6                         |
|                                   |                |           | |
| Silvia Farina Elia                | enkelspel (v)  | 9e        | 1ste ronde: W van ZIM Black: 6-2, 3-6, 6-3 2de ronde: W van CRO Talaja: 3-6, 6-4, 6-4 3de ronde: V van BEL Van Roost: 1-6, 5-7 |
| Tathiana Garbin                   | enkelspel (v)  | 33e       | 1ste ronde: V van FRA Halard-Decugis: 4-6, 2-6                                                                                 |
| Rita Grande                       | enkelspel (v)  | 17e       | 1ste ronde: W van AUT Plischke: 6-2, 6-2 2de ronde: V van AUS Dokic: 7-5, 3-6, 3-6                                             |
| Silvia Farina Elia Rita Grande    | dubbelspel (v) | 17e       | 1ste ronde: V van ARG Suárez/Montalvo: 0-6, 0-6                                                                                |

### Triatlon
| Olympiër           | Onderdeel | Resultaat | Prestatie  |
| ------------------ | --------- | --------- | ---------- |
| Alessandro Bottoni | mannen    | 32e       | 1:51.18,13 |
|                    |           |           |            |
| Edith Cigana       | vrouwen   | 27e       | 2:07.05,01 |
| Silvia Gemignani   | vrouwen   | 20e       | 2:05.21,26 |

### Voetbal
| Olympiër | Onderdeel | Resultaat | Prestatie                                                                                                |
| --- | --------- | --------- | --- |
| Cristiano Zanetti Marco Zanchi Gianluca Zambrotta Nicola Ventola Ighli Vannucchi Claudio Rivalta Andrea Pirlo Luca Mezzano Massimo Margiotta Alessandro Grandoni Gennaro Gattuso Matteo Ferrari Gianni Comandini Bruno Cirillo Roberto Baronio Massimo Ambrosini Christian Abbiati | mannen    | 5e        | groep A: 1ste W van Australië: 1-0 W van Honduras: 3-1 G van Nigeria: 1-1 kwartfinale: V van Spanje: 0-1 |

| Groep A |           |             |             |             |             |            |            |            |        |
| #       | Land      | Wedstrijden | Wedstrijden | Wedstrijden | Wedstrijden | Doelpunten | Doelpunten | Doelpunten | Punten |
| #       | Land      | G           | W           | G           | V           | V          | T          | Saldo      | Punten |
| 1       | Italië    | 3           | 2           | 1           | 0           | 5          | 2          | +3         | 7      |
| 2       | Nigeria   | 3           | 1           | 2           | 0           | 7          | 6          | +1         | 5      |
| 3       | Honduras  | 3           | 1           | 1           | 1           | 6          | 7          | -1         | 4      |
| 4       | Australië | 3           | 0           | 0           | 3           | 3          | 6          | -3         | 0      |

| Ronde        | Datum     | Plaats    | Land | Score    | Land |
| ------------ | --------- | --------- | ---- | -------- | ---- |
| Groepsfase   |           |           |      |          |      |
| 13 september | Melbourne | Australië | 0-1  | Italië   |      |
| 16 september | Adelaide  | Italië    | 3-1  | Honduras |      |
| 19 september | Adelaide  | Italië    | 1-1  | Nigeria  |      |
| Kwartfinale  |           |           |      |          |      |
| 23 september | Sydney    | Italië    | 0-1  | Spanje   |      |

### Volleybal

#### Beach
| Olympiër                          | Onderdeel | Resultaat | Prestatie |
| --------------------------------- | --------- | --------- | --- |
| Maurizio Pimponi Andrea Raffaelli | mannen    | 19e       | 1ste ronde: V van ARG Martínez/Conde: 7-15 herkansingen: V van AUT Berger/Stamm: 9-15                                                                                   |
|                                   |           |           | |
| Daniela Gattelli Lucilla Perrotta | vrouwen   | 9e        | 1ste ronde: V van AUS Gooley/Manser: 9-15 herkansingen: W van JPN Ishizaka/Seike: 15-5 herkansingen 2: W van CHN Chi/Xiong: 15-9 2de ronde: V van USA May/McPeak: 13-15 |
| Laura Bruschini Annamaria Solazzi | vrouwen   | 5e        | 1ste ronde: W van GRE Karadassiou/Sfyri: 15-2 2de ronde: W van GER Schmidt/Staub: 15-12 kwartfinale: V van AUS Cook/Pottharst: 11-15                                    |

#### Indoor
| Olympiër | Onderdeel | Resultaat | Prestatie |
| --- | --------- | --------- | --- |
| Marco Bracci Mirko Corsano Alessandro Fei Andrea Gardini Andrea Giani Pasquale Gravina Luigi Mastrangelo Marco Meoni Samuele Papi Simone Rosalba Andrea Sartoretti Paolo Tofoli Nyembo Mwarabu | zaal (m)  | Brons     | groep B: 1ste W van Zuid-Korea: 3-0 (27-25, 25-23, 25-18) W van Joegoslavië: 3-2 (25-19, 19-25, 25-22, 31-33, 22-20) W van Argentinië: 3-0 (40-38, 25-18, 25-14) W van Rusland: 3-1 (25-20, 25-20, 22-25, 25-22) W van Verenigde Staten: 3-1 (21-25, 25-18, 25-18, 25-18) kwartfinale: W van Australië: 3-1 (25-14, 22-25, 25-19, 25-15) halve finale: V van Joegoslavië: 0-3 (25-27, 32-34, 14-25) bronzen finale: W van Argentinië: 3-0 (25-16, 25-15, 25-18) |

| Groep B |                  |             |             |             |      |      |       |           |           |           |        |
| #       | Land             | Wedstrijden | Wedstrijden | Wedstrijden | Sets | Sets | Sets  | Setpunten | Setpunten | Setpunten | Punten |
| #       | Land             | G           | W           | V           | V    | T    | Saldo | V         | T         | Saldo     | Punten |
| 1       | Italië           | 5           | 5           | 0           | 15   | 4    | +11   | 482       | 421       | +61       | 10     |
| 2       | Rusland          | 5           | 4           | 1           | 13   | 7    | +6    | 465       | 443       | +22       | 9      |
| 3       | Joegoslavië      | 5           | 3           | 2           | 12   | 9    | +3    | 489       | 461       | +28       | 8      |
| 4       | Argentinië       | 5           | 2           | 3           | 7    | 11   | -4    | 409       | 446       | -37       | 7      |
| 5       | Zuid-Korea       | 5           | 1           | 4           | 8    | 14   | -6    | 491       | 504       | -13       | 6      |
| 6       | Verenigde Staten | 5           | 0           | 5           | 5    | 15   | -10   | 417       | 478       | -61       | 5      |

| Ronde          | Datum  | Plaats      | Land | Score            | Land |
| -------------- | ------ | ----------- | ---- | ---------------- | ---- |
| Groepsfase     |        |             |      |                  |      |
| 17 september   | Sydney | Zuid-Korea  | 0-3  | Italië           |      |
| 19 september   | Sydney | Joegoslavië | 2-3  | Italië           |      |
| 21 september   | Sydney | Italië      | 3-0  | Argentinië       |      |
| 23 september   | Sydney | Rusland     | 1-3  | Italië           |      |
| 25 september   | Sydney | Italië      | 3-1  | Verenigde Staten |      |
| Kwartfinale    |        |             |      |                  |      |
| 27 september   | Sydney | Australië   | 1-3  | Italië           |      |
| Halve finale   |        |             |      |                  |      |
| 29 september   | Sydney | Joegoslavië | 3-0  | Italië           |      |
| Bronzen finale |        |             |      |                  |      |
| 1 oktober      | Sydney | Argentinië  | 0-3  | Italië           |      |

| Olympiër | Onderdeel | Resultaat | Prestatie |
| --- | --------- | --------- | --- |
| Sabrina Bertini Antonella Bragaglia Maurizia Cacciatori Ana Paula de Tassis Manuela Leggeri Eleonora Lo Bianco Anna Vania Mello Darina Mifkova Paola Paggi Francesca Piccinini Simona Rinieri Elisa Togut | zaal (v)  | 9e        | groep B: 5de V van Zuid-Korea: 2-3 (25-23, 18-25, 22-25, 25-22, 25-27) W van Peru: 3-0 (25-17, 25-20, 25-20) V van Rusland: 1-3 (31-29, 18-25, 21-25, 19-25) V van Cuba: 0-3 (18-25, 21-25, 20-25) V van Duitsland: 1-3 (22-25, 25-13, 21-25, 21-25) |

| Groep B |            |             |             |             |             |             |             |        |        |        |        |
| #       | Land       | Wedstrijden | Wedstrijden | Wedstrijden | Wedstrijden | Wedstrijden | Wedstrijden | Punten | Punten | Punten | Punten |
| #       | Land       | G           | W           | V           | SW          | SV          | SR          | SPW    | SPL    | Saldo  | Punten |
| 1       | Rusland    | 5           | 5           | 0           | 15          | 5           | +10         | 465    | 392    | +73    | 10     |
| 2       | Cuba       | 5           | 4           | 1           | 14          | 4           | +10         | 419    | 332    | +87    | 9      |
| 3       | Zuid-Korea | 5           | 3           | 2           | 9           | 9           | 0           | 393    | 413    | −20    | 8      |
| 4       | Duitsland  | 5           | 2           | 3           | 8           | 10          | −2          | 380    | 395    | −15    | 7      |
| 5       | Italië     | 5           | 1           | 4           | 7           | 12          | −5          | 427    | 446    | −19    | 6      |
| 6       | Peru       | 5           | 0           | 5           | 2           | 15          | −13         | 316    | 422    | −106   | 5      |

| Ronde        | Datum  | Plaats     | Land | Score     | Land |
| ------------ | ------ | ---------- | ---- | --------- | ---- |
| Groepsfase   |        |            |      |           |      |
| 16 september | Sydney | Zuid-Korea | 3-2  | Italië    |      |
| 18 september | Sydney | Italië     | 3-0  | Peru      |      |
| 20 september | Sydney | Rusland    | 3-1  | Italië    |      |
| 22 september | Sydney | Cuba       | 3-0  | Italië    |      |
| 24 september | Sydney | Italië     | 1-3  | Duitsland |      |

### Waterpolo
| Olympiër | Onderdeel | Resultaat | Prestatie |
| --- | --------- | --------- | --- |
| Alberto Angelini Francesco Attolico Fabio Bencivenga Leonardo Binchi Alberto Ghibellini Amedeo Pomilio Francesco Postilgione Carlo Silipo Leonardo Sottani Stefano Tempesti Antonio Vittorioso | mannen    | 5e        | groep A: 2de W van Slowakije: 11-8 G van Rusland: 7-7 W van Spanje: 6-5 W van Australië: 6-5 W van Kazachstan: 13-7 kwartfinale: V van Hongarije: 5-8 5-8ste plek: W van Australië: 8-4 5-6de plek: W van Verenigde Staten: 10-8 |

| Groep A |            |             |             |             |             |        |        |        |        |
| #       | Land       | Wedstrijden | Wedstrijden | Wedstrijden | Wedstrijden | Punten | Punten | Punten | Punten |
| #       | Land       | G           | W           | G           | V           | V      | T      | Saldo  | Punten |
| 1       | Rusland    | 5           | 4           | 1           | 0           | 51     | 28     | +23    | 9      |
| 2       | Italië     | 5           | 4           | 1           | 0           | 42     | 32     | +9     | 9      |
| 3       | Spanje     | 5           | 2           | 1           | 2           | 32     | 34     | -2     | 5      |
| 4       | Australië  | 5           | 1           | 2           | 2           | 38     | 36     | +2     | 4      |
| 5       | Kazachstan | 5           | 1           | 1           | 3           | 41     | 46     | -5     | 3      |
| 6       | Slowakije  | 5           | 0           | 0           | 5           | 30     | 59     | -29    | 0      |

| Ronde        | Datum  | Plaats           | Land | Score      | Land |
| ------------ | ------ | ---------------- | ---- | ---------- | ---- |
| Groepsfase   |        |                  |      |            |      |
| 23 september | Sydney | Slowakije        | 8-11 | Italië     |      |
| 24 september | Sydney | Rusland          | 7-7  | Italië     |      |
| 25 september | Sydney | Italië           | 6-5  | Spanje     |      |
| 26 september | Sydney | Australië        | 5-6  | Italië     |      |
| 27 september | Sydney | Italië           | 13-7 | Kazachstan |      |
| Kwartfinale  |        |                  |      |            |      |
| 29 september | Sydney | Italië           | 5-8  | Hongarije  |      |
| 5-8ste plek  |        |                  |      |            |      |
| 30 september | Sydney | Italië           | 8-4  | Australië  |      |
| 5-6de plek   |        |                  |      |            |      |
| 1 oktober    | Sydney | Verenigde Staten | 8-10 | Italië     |      |

### Wielersport
| Olympiër                                                  | Onderdeel                     | Resultaat | Prestatie                      |
| Baan                                                      | Baan                          | Baan      | Baan                           |
| --------------------------------------------------------- | ----------------------------- | --------- | ------------------------------ |
| Silvio Martinello                                         | puntenkoers (m)               | 8e        | 5 punten                       |
| Roberto Chiappa                                           | keirin (m)                    | 7e        | 1ste ronde: 2de 2de ronde: 4de |
| Silvio Martinello Marco Villa                             | ploegkoers (m)                | Brons     | 15 punten                      |
| Mario Benetton Adler Capelli Cristiano Citton Marco Villa | ploegachtervolging (m)        | 11e       | kwalificatie: 11de in 4.15,451 |
|                                                           |                               |           |                                |
| Antonella Bellutti                                        | puntenkoers (v)               | Goud      | 19 punten                      |
| Antonella Bellutti                                        | individuele achtervolging (v) | 5e        | kwalificatie: 5de in 3.36,967  |
| Mountainbike                                              |                               |           |                                |
| Marco Bui                                                 | mannen                        | 16e       | 2:16.09                        |
| Marco Bui                                                 | mannen                        | 31e       | 2:22.55                        |
|                                                           |                               |           |                                |
| Paola Pezzo                                               | vrouwen                       | Goud      | 1:49.24                        |
| Weg                                                       |                               |           |                                |
| Michele Bartoli                                           | wegwedstrijd (m)              | 4e        | 5:30.34                        |
| Paolo Bettini                                             | wegwedstrijd (m)              | 9e        | 5:30.34                        |
| Francesco Casagrande                                      | wegwedstrijd (m)              | 66e       | 5:30.46                        |
| Danilo Di Luca                                            | wegwedstrijd (m)              | 11e       | 5:30.37                        |
| Marco Pantani                                             | wegwedstrijd (m)              | 69e       | 5:30.46                        |
|                                                           |                               |           |                                |
| Alessandra Cappellotto                                    | tijdrit (v)                   | DNF       | niet gefinisht                 |
| Roberta Bonanomi                                          | wegwedstrijd (v)              | DNF       | niet gefinisht                 |
| Alessandra Cappellotto                                    | wegwedstrijd (v)              | 15e       | 3:06.31                        |
| Valeria Cappellotto                                       | wegwedstrijd (v)              | 31e       | 3:09.17                        |

### Worstelen
| Olympiër        | Onderdeel      | Resultaat      | Prestatie                                                                        |
| Grieks-Romeins  | Grieks-Romeins | Grieks-Romeins | Grieks-Romeins                                                                   |
| --------------- | -------------- | -------------- | -------------------------------------------------------------------------------- |
| Riccardo Magni  | -63kg (m)      | 14e            | groep 2: 3de W van USA Bracken: 2-2 V van KOR Choi: 1-5                          |
| Giuseppe Giunta | -130kg (m)     | 7e             | groep 5: 2de W van ARM Galstyan: 1-0 W van TUN Ayari: 4-0 V van USA Gardner: 1-2 |

### Zeilen
| Olympiër                                  | Onderdeel   | Resultaat | Prestatie                                              |
| ----------------------------------------- | ----------- | --------- | ------------------------------------------------------ |
| Riccardo Giordano                         | mistral (m) | 17e       | 182 punten: (25-14-22-29-6-21-11-21-3-18-12)           |
| Luca Devoti                               | finn (m)    | Zilver    | 83 punten: (19-2-2-18-4-2-3-15-11-1-6)                 |
| Francesco Ivaldi Matteo Ivaldi            | 470 (m)     | 19e       | 139 punten: (12-8-16-22-21-28-9-10-26-19-22)           |
|                                           |             |           |                                                        |
| Alessandra Sensini                        | mistral (v) | Goud      | 31 punten: (3-1-3-2-1-4-1-2-1-12-1)                    |
| Larissa Nevierov                          | europe (v)  | 8e        | 75 punten: (3-9-4-19-13-18-7-11-8-8-12)                |
| Federica Salva Emanuela Sossi             | 470 (v)     | 7e        | 60 punten: (4-4-9-16-2-18-12-8-10-7-4)                 |
|                                           |             |           |                                                        |
| Diego Negri                               | laser       | 8e        | 91 punten: (9-17-18-11-8-15-1-8-13-20-9)               |
| Lorenzo Giacomo Bodini Marco Bruno Bodini | laser       | 14e       | 98 punten: (17-12-11-12-12-15-17-6-11-10-9)            |
| Ferdinando Colaninno Pietro D'Ali         | star        | 10e       | 79 punten: (9-2-8-6-13-12-10-17-17-2-17)               |
| Francesco Bruni Gabriele Bruni            | 49er        | 11e       | 134 punten: (10-12-9-11-13-11-16-18-5-7-9-7-11-8-16-5) |

### Zwemmen
| Olympiër                                                                                                 | Onderdeel             | Resultaat | Prestatie                                                                                       |
| --- | --------------------- | --------- | ----------------------------------------------------------------------------------------------- |
| Lorenzo Vismara                                                                                          | 50m vrije slag (m)    | 4e        | serie 8: 4de in 22,62 halve finale 2: 3de in 22,30 finale: 4de in 22,11                         |
| Lorenzo Vismara                                                                                          | 100m vrije slag (m)   | 11e       | serie 10: 4de in 49,74 halve finale 1: 5de in 49,67                                             |
| Massimiliano Rosolino                                                                                    | 200m vrije slag (m)   | Brons     | serie 7: 2de in 1.47,37 halve finale 2: 2de in 1.46,60 finale: 3de in 1.46,65                   |
| Emiliano Brembilla                                                                                       | 400m vrije slag (m)   | 4e        | serie 6: 2de in 3.48,41 finale: 4de in 3.47,01                                                  |
| Massimiliano Rosolino                                                                                    | 400m vrije slag (m)   | Zilver    | serie 4: 1ste in 3.45,65 (NR) finale: 2de in 3.43,40 (NR)                                       |
| Emiliano Brembilla                                                                                       | 1500m vrije slag (m)  | 19e       | serie 6: 8ste in 15.27,65                                                                       |
| Christian Minotti                                                                                        | 1500m vrije slag (m)  | 10e       | serie 6: 4de in 15.12,72                                                                        |
| Emanuele Merisi                                                                                          | 100m rugslag (m)      | 21e       | serie 5: 7de in 56,35                                                                           |
| Mirko Mazzari                                                                                            | 200m rugslag (m)      | 25e       | serie 5: 7de in 2.02,13                                                                         |
| Emanuele Merisi                                                                                          | 200m rugslag (m)      | 5e        | serie 5: 2de in 1.59,92 halve finale 2: 4de in 1.59,78 finale: 5de in 1.59,01                   |
| Domenico Fioravanti                                                                                      | 100m schoolslag (m)   | Goud      | serie 8: 1ste in 1.01,32 (NR) halve finale 2: 1ste in 1.00,84 (NR) finale: 1ste in 1.00,46 (OR) |
| Domenico Fioravanti                                                                                      | 200m schoolslag (m)   | Goud      | serie 6: 2de in 2.15,04 halve finale 2: 1ste in 2.12,37 (NR) finale: 1ste in 2.10,87 (NR)       |
| Davide Rummolo                                                                                           | 200m schoolslag (m)   | Brons     | serie 7: 1ste in 2.12,75 (NR) halve finale 2: 2de in 2.13,23 finale: 3de in 2.12,73             |
| Massimiliano Eroli                                                                                       | 200m vlinderslag (m)  | 30e       | serie 4: 7de in 2.01,32                                                                         |
| Massimiliano Rosolino                                                                                    | 200m wisselslag (m)   | Goud      | serie 7: 1ste in 2.00,92 (NR) halve finale 2: 1ste in 2.01,14 finale: 1ste in 1.58,98 (OR)      |
| Alessio Boggiatto                                                                                        | 400m wisselslag (m)   | 4e        | serie 4: 1ste in 4.14,26 (NR) finale: 4de in 4.15,93                                            |
| Massimiliano Eroli                                                                                       | 400m wisselslag (m)   | 19e       | serie 6: 5de in 4.22,85                                                                         |
| Simone Cercato Mauro Gallo Klaus Lanzarini Massimiliano Rosolino Lorenzo Vismara                         | 4x100m vrije slag (m) | 5e        | serie 1: 2de in 3.18,86 finale: 5de in 3.17,85                                                  |
| Andrea Beccari Emiliano Brembilla Simone Cercato Klaus Lanzarini Matteo Pelliciari Massimiliano Rosolino | 4x200m vrije slag (m) | 4e        | serie 1: 2de in 7.17,69 finale: 4de in 7.12,91                                                  |
| |                       |           |                                                                                                 |
| Cristina Chiuso                                                                                          | 50m vrije slag (v)    | 19e       | serie 8: 5de in 25,99                                                                           |
| Cristina Chiuso                                                                                          | 100m vrije slag (v)   | 21e       | serie 4: 3de in 57,09                                                                           |
| Sara Parise                                                                                              | 200m vrije slag (v)   | 10e       | serie 4: 6de in 2.01,31 halve finale 1: 6de in 2.00,07                                          |
| Sara Goffi                                                                                               | 400m vrije slag (v)   | 28e       | serie 2: 6de in 4.18,16                                                                         |
| Federica Biscia                                                                                          | 200m wisselslag (v)   | 10e       | serie 5: 4de in 2.16,09 (NR) halve finale 1: 5de in 2.15,71 (NR)                                |
| Federica Biscia                                                                                          | 400m wisselslag (v)   | 15e       | serie 4: 5de in 4.47,56 (NR)                                                                    |
| Cristina Chiuso Sara Parise Luisa Striani Cecilia Vianini                                                | 4x100m vrije slag (v) | 8e        | serie 1: 4de in 3.43,97 finale: 8ste in 3.44,99                                                 |
| Sara Goffi Sara Parise Luisa Striani Cecilia Vianini                                                     | 4x200m vrije slag (v) | 7e        | serie 2: 3de in 8.06,18 finale: 4de in 8.04,68                                                  |

Albanië · Algerije · Amerikaanse Maagdeneilanden · Amerikaans-Samoa · Andorra · Angola · Antigua en Barbuda · Argentinië · Armenië · Aruba · Australië · Azerbeidzjan · Bahama's · Bahrein · Bangladesh · Barbados · België · Belize · Benin · Bermuda · Bhutan · Bolivia · Bosnië en Herzegovina · Botswana · Brazilië · Britse Maagdeneilanden · Brunei · Bulgarije · Burkina Faso · Burundi · Cambodja · Canada · Centraal-Afrikaanse Republiek · Chili · China · Chinees Taipei · Colombia · Comoren · Congo-Brazzaville · Congo-Kinshasa · Cookeilanden · Costa Rica · Cuba · Cyprus · Denemarken · Djibouti · Dominica · Dominicaanse Republiek · Duitsland · Ecuador · Egypte · El Salvador · Equatoriaal-Guinea · Eritrea · Estland · Ethiopië · Fiji · Filipijnen · Finland · Frankrijk · Gabon · Gambia · Georgië · Ghana · Grenada · Griekenland · Groot-Brittannië · Guam · Guatemala · Guinee · Guinee‑Bissau · Guyana · Haïti · Honduras · Hongarije · Hongkong · Ierland · IJsland · India · Indonesië · Irak · Iran · Israël · Italië · Ivoorkust · Jamaica · Japan · Jemen · Joegoslavië · Jordanië · Kaaimaneilanden · Kaapverdië · Kameroen · Kazachstan · Kenia · Kirgizië · Koeweit · Kroatië · Laos · Lesotho · Letland · Libanon · Liberia · Libië · Liechtenstein · Litouwen · Luxemburg · Macedonië · Madagaskar · Malawi · Malediven · Maleisië · Mali · Malta · Marokko · Mauritanië · Mauritius · Mexico · Micronesië · Moldavië · Monaco · Mongolië · Mozambique · Myanmar · Namibië · Nauru · Nederland · Nederlandse Antillen · Nepal · Nicaragua · Nieuw-Zeeland · Niger · Nigeria · Noord-Korea · Noorwegen · Oeganda · Oekraïne · Oezbekistan · Oman · Oostenrijk · Pakistan · Palau · Palestina · Panama · Papoea-Nieuw-Guinea · Paraguay · Peru · Polen · Portugal · Puerto Rico · Qatar · Roemenië · Rusland · Rwanda · Saint Kitts en Nevis · Saint Lucia · Saint Vincent en Grenadines · Salomonseilanden · Samoa · San Marino ·  Sao Tomé en Principe · Saoedi-Arabië · Senegal · Seychellen · Sierra Leone · Singapore · Slovenië · Slowakije · Soedan · Somalië · Spanje · Sri Lanka · Suriname · Swaziland · Syrië · Tadzjikistan · Tanzania · Thailand · Togo · Tonga · Trinidad en Tobago · Tsjaad · Tsjechië · Tunesië · Turkije · Turkmenistan · Uruguay · Vanuatu · Venezuela · Verenigde Arabische Emiraten · Verenigde Staten · Vietnam · Wit-Rusland · Zambia · Zimbabwe · Zuid-Afrika · Zuid-Korea · Zweden · Zwitserland · Individuele olympische atleten